# Becke (Halver)

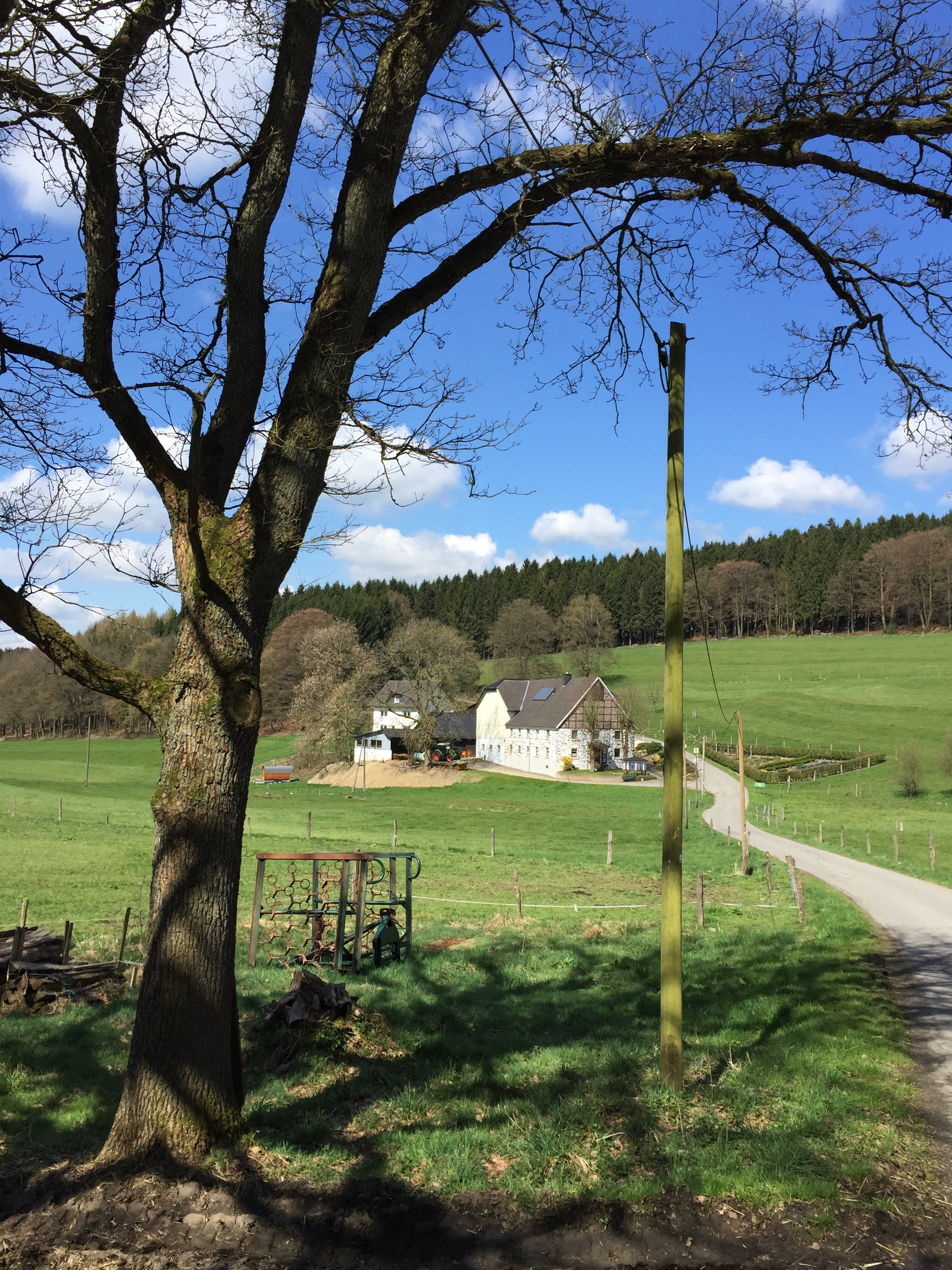
Die Hofschaft Becke (Halver)

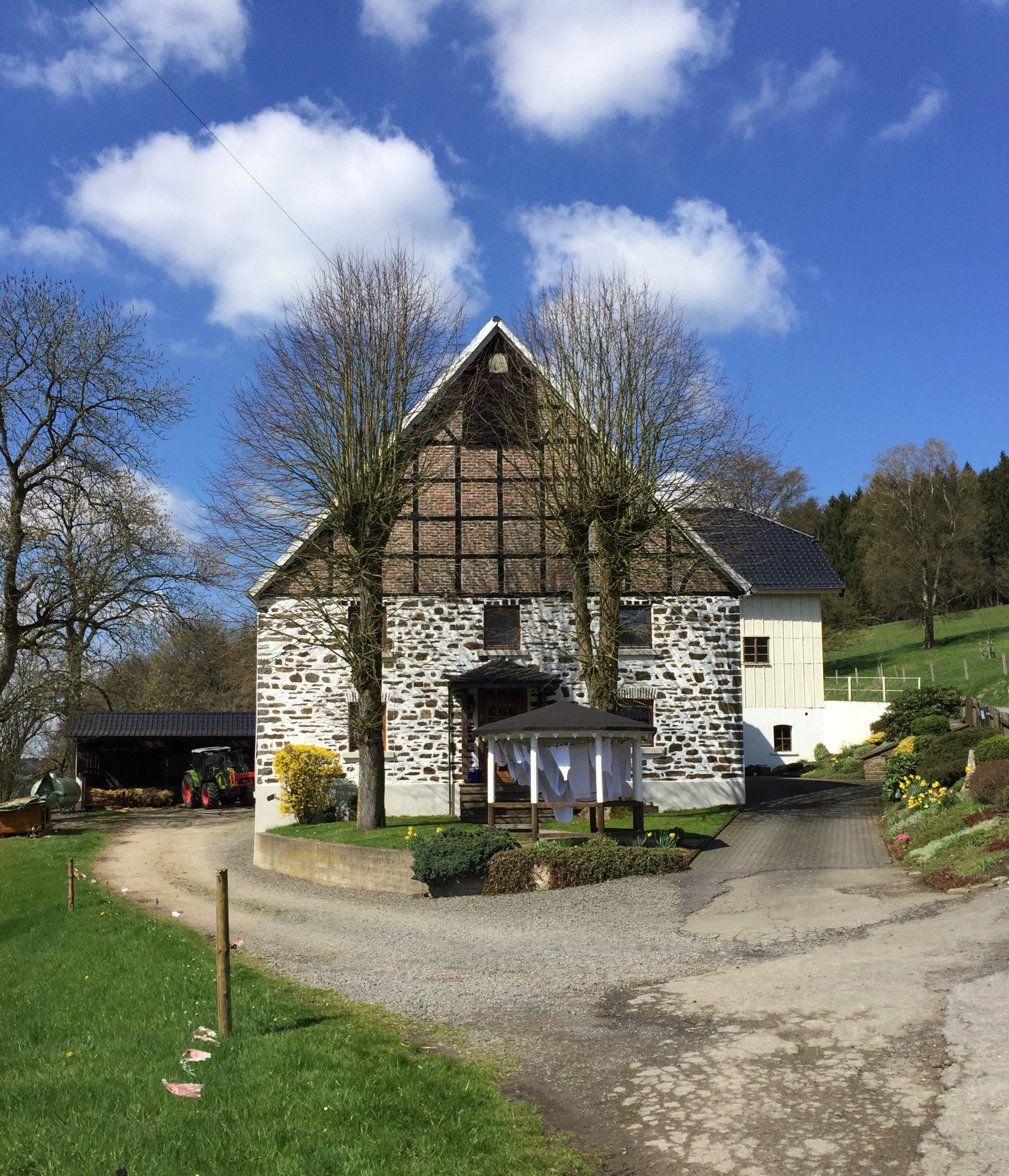
Hof Becke 1/2 (Halver)

Becke ist eine Hofschaft in Halver im Märkischen Kreis im Regierungsbezirk Arnsberg in Nordrhein-Westfalen (Deutschland).

## Lage und Beschreibung
Becke liegt nordwestlich des Halveraner Hauptortes auf 355 über Normalnull am Rehbrauckbach, einem Zufluss der Ennepe. Der Ort ist über Nebenstraßen erreichbar, die von Landesstraße 528 abzweigen und weitere Ortschaften im Areal anbinden. Nachbarorte sind Kreisch, Obervahlefeld, Brenscheid, Lingensiepen, Edelkirchen und Nordeln mit dem Nordeler Schleifkotten. 

## Geschichte
Becke wurde erstmals 1645 urkundlich erwähnt, die Entstehungszeit der Siedlung ist vermutlich nur wenig früher und wird auf 1600 datiert. Becke war ein Vorwerk der Hofschaft Obervahlefeld.
1818 lebten neun Einwohner in Becke. Laut der Ortschafts- und Entfernungs-Tabelle des Regierungs-Bezirks Arnsberg wurde der Ort als Kotten kategorisiert und besaß 1838 eine Einwohnerzahl von sechs, allesamt evangelischen Glaubens. Der Ort gehörte zu dieser Zeit der Kamscheider Bauerschaft innerhalb der Bürgermeisterei Halver an und besaß ein Wohnhaus, eine Fabrik bzw. Mühle und ein landwirtschaftliches Gebäude.
Das Gemeindelexikon für die Provinz Westfalen von 1887 gibt für Becke eine Zahl von 17 Einwohnern an, die in zwei Wohnhäusern lebten.